# Malte Rühmann
Malte Rühmann (* 23. Dezember 1960 in Stördorf; † 11. Mai 2008 in Heiligenberg (Bodenseekreis)) war ein deutscher Komponist, Pianist und Organist.

## Leben
Bereits im Kindesalter erhielt Malte Rühmann Klavierunterricht und schrieb mit 11 Jahren seine erste Komposition. In Hamburg studierte er Philosophie, Theologie und Musikwissenschaft, außerdem Komposition bei Alfred Schnittke, dessen Schaffen ihn nachhaltig beeinflusste. Nach abgeschlossenem Kompositionsdiplom wurde Rühmann zunächst Organist im schleswig-holsteinischen Heiligenstedten. Zusätzlich unternahm er zahlreiche Konzertreisen als Organist und Pianist und hielt Vorträge zu philosophischen und theologischen Themen. Seit 2006 lebte Malte Rühmann in Berlin-Lichterfelde, wo er sich besonders in der evangelischen Johann-Sebastian-Bach-Gemeinde engagierte.

## Werke (Auswahl)

### Sinfonische Musik
- Sinfonie Nr. 1, Die Sinfonie von der Unwirklichkeit der Welt (Sept.-Dez, 2001)

### CD Todesmüde (1997/1998)
- Warnung vor dem Rückstoß für Gesang, Akkordeon und Posaune (Text: Klaus Staeck)
- Uve Niehuus und Lidija Kawina: Baba Yaga für Theremin
- Giorgio de Chirico il subito guargione incredibile für Orgel
- Alle Sterne für Gesang und Klavier (Text: Joachim Tettenborn)
- Der goldene Wagen für Gesang und Klavier (Text: Joachim Tettenborn)
- In meinem Garten für Gesang und Klavier (Text: Joachim Tettenborn)
- Walzer für Gesang und Klavier (Text: Joachim Tettenborn)
- Sonate für Horn und Klavier (der Musikhochschule Hamburg gewidmet)
- Abends gehe ich durch meine Stadt für Gesang und Klavier (Text: Günter Kunert)
- Windige Zeiten für Gesang und Klavier (Text: Günter Kunert)
- Forschungsauftrag für Gesang und Klavier (Text: Günter Kunert)
- Eine Poetik für Gesang und Klavier (Text: Günter Kunert)
- Bei Itzehoe für Gesang und Klavier (Text: Günter Kunert)
- Intermezzo für Flöte und Klavier
- Morgennebelschleier für Gesang und Klavier (Text: Uve Niehuus)
- Moses befreit Lakoon und seine Freunde für Violine und Orgel
- Am Morgen für Gesang und Klavier (Text: Eileen Arkhurst)
- Trio für Violine, Bratsche und Klavier
- Lobgesang des Lazarus für Gesang und Orgel (Text: Harald Meyenburg)
- Vergib mir meine Lieder für Gesang und Klavier (Text: Heinrich Heine)

### Weitere Werke
- Ich bin nur ein Baurenmädchen. Kantate über Jeanne d’Arc, die Jungfrau von Orleans (komponiert Frühjahr 2001, UA Oktober 2001 in Marne)
- Die Legende vom heiligen Laurentius für Gesangssolisten, Chor und Orchester (UA September 1996 in Itzehoe)